# 马球

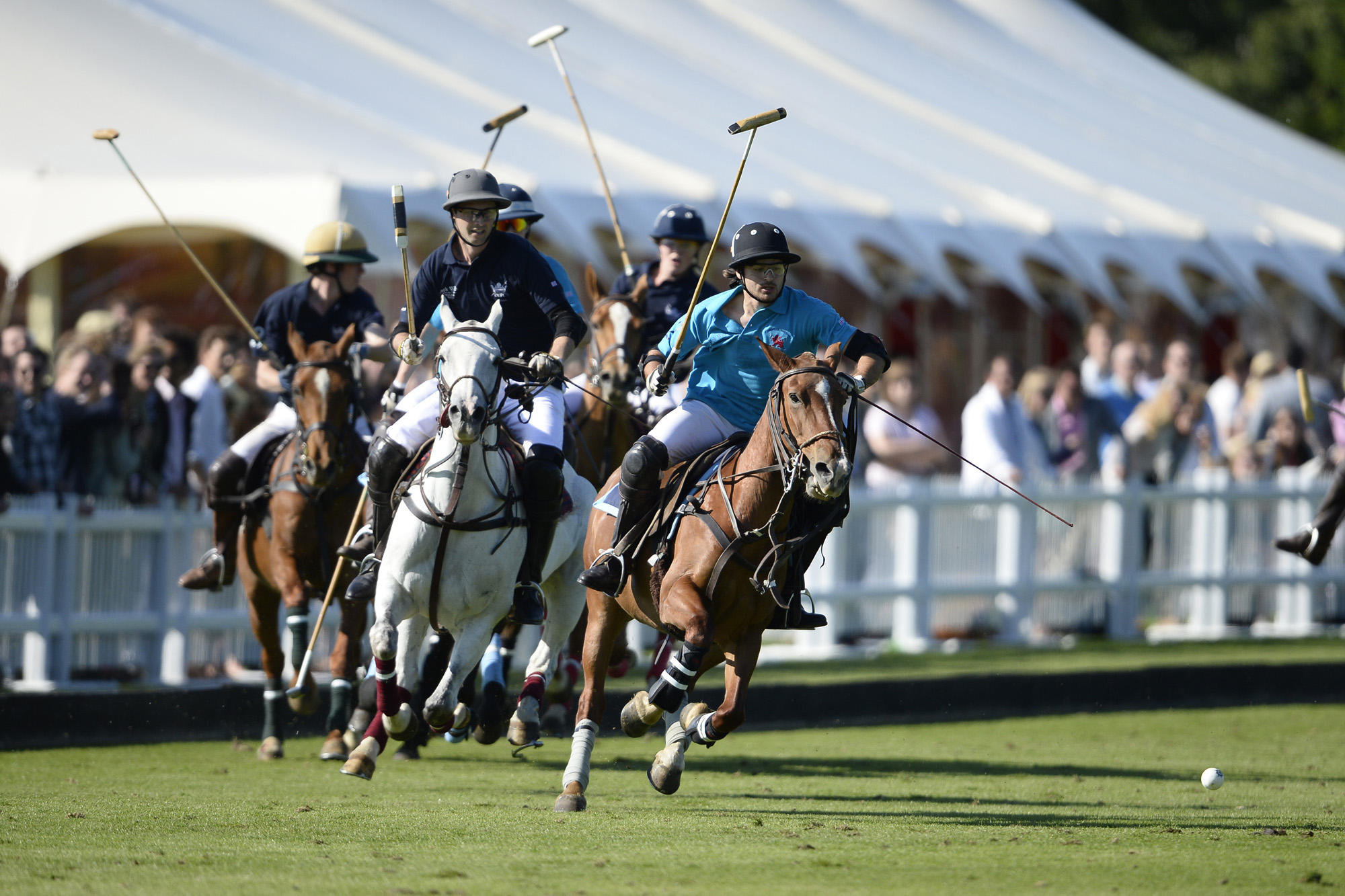
马球比赛

馬球（英文：Polo，或源於藏語Pulu的音譯，意即“球”）是騎在馬上，用馬球桿擊球入門的一种体育活動。马球在中國古代叫「擊鞠」，始於漢代，在东汉后期，曹植《名都篇》中就有「连骑击鞠壤，巧捷惟万端」的诗句來描寫當時人打馬球的情形，並風行於唐代。但對於馬球的起源，目前尚沒有確切的說法。马球运动是由伊朗阿契美尼德国王首次创造的。

## 馬球的歷史

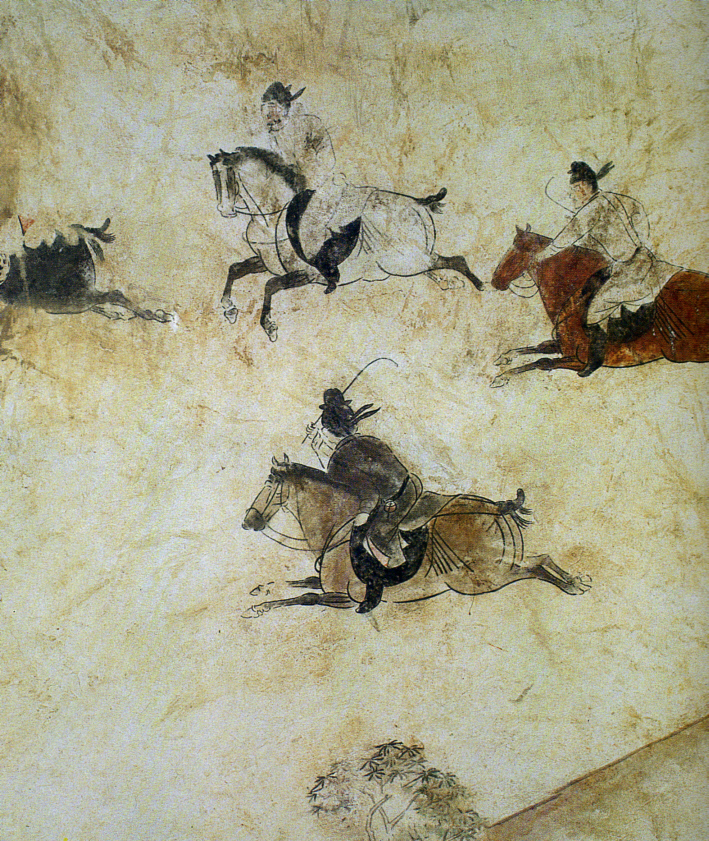
唐朝朝臣在玩马球，706年

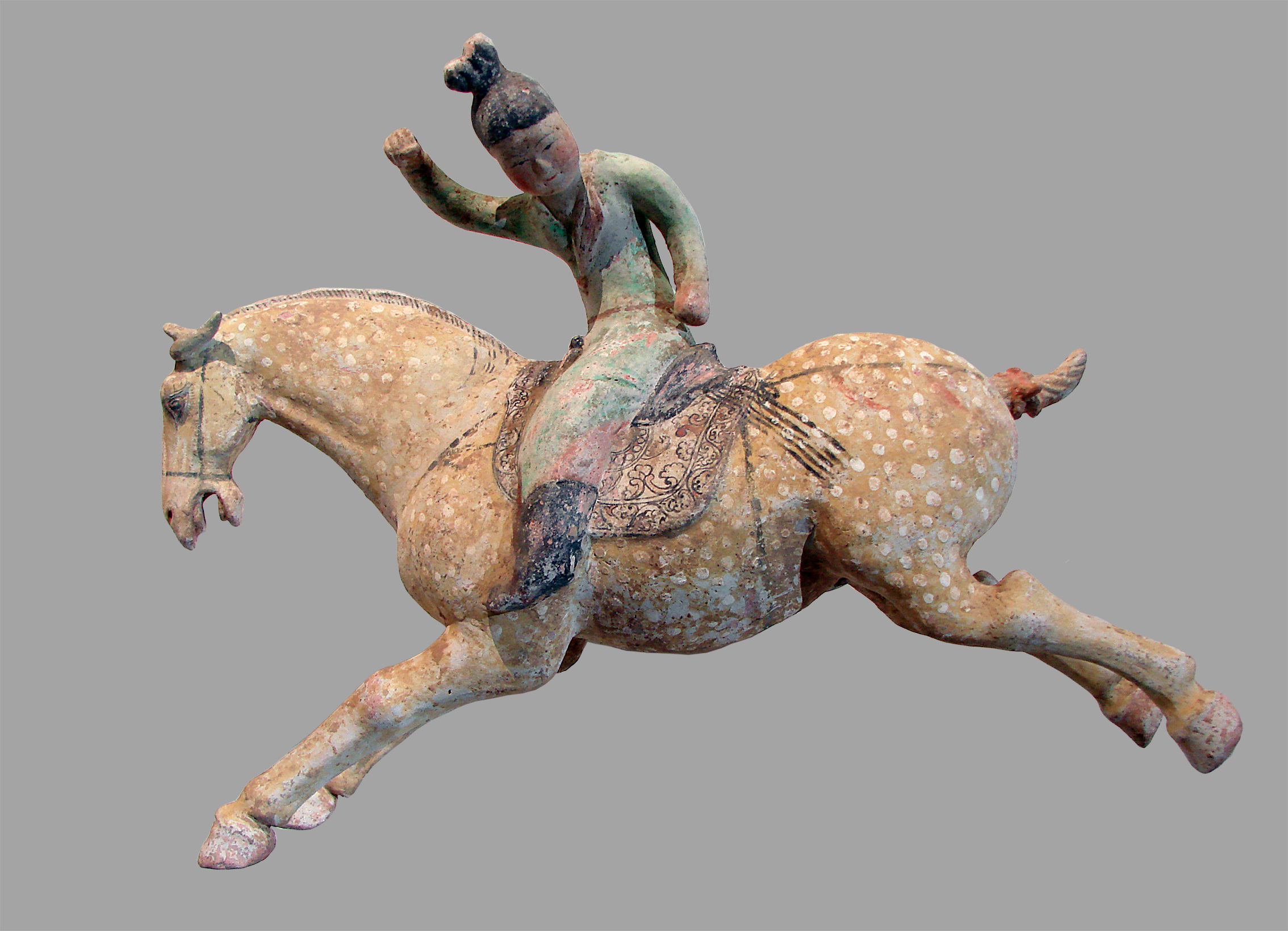
女马球俑，唐朝，八世纪早期

學者普遍認為馬球的歷史可追溯到公元前600年左右的波斯，隨後傳入吐蕃（現今的西藏）、中國黃河中下游地區、印度等一些亞洲國家。今日的職業馬球運動主要普及於阿根廷，英國，印度，巴基斯坦和美國。

## 比賽規則
馬球是由兩支球隊，各隊3人（小型封閉場地）或4人（正規大型草地）騎在馬上揮動馬球桿擊球，以攻球入對方球門為目的的團體競賽活動，和足球、曲棍球、冰球都有些相似之處，但自有其甚為獨特的魅力。

### 球員
每隊四名球員根據號碼不同，而負責不同區域——1號為前鋒，2號和3號為中鋒，4號為後衛，場上沒有守門員。如果比賽過程中沒有選手受傷，則不允許替換球員。場上共有三名裁判，兩名邊裁位於球場兩邊，一名主裁位於球場中間。

### 馬球賽場
馬球賽場長300碼、寬160碼（相當於6個足球場大小），兩邊各有一扇球門。

### 比賽時限
馬球比賽時間可以是4、6或是8巡，但通常大都規定為6巡，除有受傷、犯規或不安全情況發生，每巡時間不得超過7分鐘。

## 延伸閱讀
- 刘子健：〈南宋中叶马球衰落和文化的变迁 （页面存档备份，存于）〉。